# بيير ألباران
بيير ألباران (بالفرنسية: Pierre Albarran)‏ الولادة 18 مايو 1893 – الوفاة 24 فبراير 1960 ، كان لاعب كرة مضرب فرنسي. سبق أن شارك في دورة الألعاب الأولمبية الصيفية سنة 1920 وأحرز الميدالية البرونزية. كما مثل فرنسا قي كأس ديفيز.

## الميداليات
| الميدالية | المسابقة                       |
| --------- | ------------------------------ |
| برونزية   | الألعاب الأولمبية الصيفية 1920 |

## روابط خارجية
- بيير ألباران على موقع رابطة محترفي التنس (الإنجليزية)
- بيير ألباران على موقع الاتحاد الدولي لكرة المضرب (الإنجليزية)
- بيير ألباران على موقع خلاصة التنس.كوم (الإنجليزية)
- بيير ألباران على موقع اللجنة الأولمبية الدولية (الإنجليزية)
- بيير ألباران على موقع أوليمبيديا (الإنجليزية)